# Otto Haftl
Otto Franz Haftel (29. listopadu 1902 – 16. září 1995) byl rakouský fotbalista a fotbalový trenér, útočník, reprezentant Rakouska.

## Sportovní kariéra
Za rakouskou reprezentaci odehrál v letech 1925 a 1929 tři utkání a dal 2 góly. Hrál za SC Wacker Vídeň (1924–1929), Teplitzer FK (1929–1930) a AC Sparta Praha (1930–1932). Byl nejlepším střelcem naší nejvyšší soutěže – 1. asociační ligy – v sezóně 1930–31 se 17 góly (společně s Josefem Silným). Později hrál ve Švýcarsku za FC Basel (1933–1934). V roce 1933 s FC Basel vyhrál švýcarský pohár, když dal rozhodující gól. V sezóně 1933–34 byl třetím nejlepším střelcem švýcarské ligy s 29 góly. V sezóně 1934–35 dal za Young Fellows Zürich 21 gólů a byl opět třetí nejlepší střelec švýcarské ligy. Se Spartou získal ligový titul v roce 1932. V sezóně 1938–39 trénoval SC Wacker Vídeň.